# Садівник Флоренціюс
«Садівник Флоренціюс» (лит. «Sodininkas Florentcijus») — казка литовського письменника Кястутіса Каспаравічюса, названа найкращою дитячою книгою Литви 2009 року.

## Сюжет
Яких тільки троянд немає в саду у ведмедя Флоренціюса! У всьому Ведмежому королівстві таких не знайдеш: сніжно-білі, немов лебединий пух; рожеві, як суничний торт; кольори фруктового морозива і навіть кольору кролячого носика. Одного разу ведмедиця Королева попросила Флоренціюса виростити чорну троянду. Її прохання відняло у Флоренціюса спокій. Чи варто йому виконувати небезпечну королівську забаганку?

## Персонажі
- Ведмідь Флоренціюс або Садівник Флоренціюс — головний герой твору. Садівник у третьому поколінні. Дуже захоплюється трояндами, виводить свої види. Сусід ведмедиці Співачки. Одного разу за проханням Королеви виростив чорну троянду.
- Ведмедиця Ягідниця — подруга Флоренціюс. Полюбляє різні ягоди. Колись знайшла у лісі чорні ягоди.
- Ведмідь Пасічник — друг Флоренціюса. Має 387 бджіл.
- Ведмідь Пекар — друг Флоренціюса. Колись зіпсував торт «Чорний ліс»
- Ведмідь Волоцюга, пізніше Ведмідь Сажотрус — бродячий ведмідь, який після розмови з Флоренціюсом змінює прізвище і становиться сажотрусом.
- Ведмедиця Співачка — сусідка Флоренціюс.

## Український переклад
Українською мовою з литовської «Садівника Флоренціюса» переклала Оляна Рута. Книжка вийшла у видавництві «Навчальна книга — Богдан» 2011 року (ISBN 978-966-10-2074-9).